# روضةالصفا

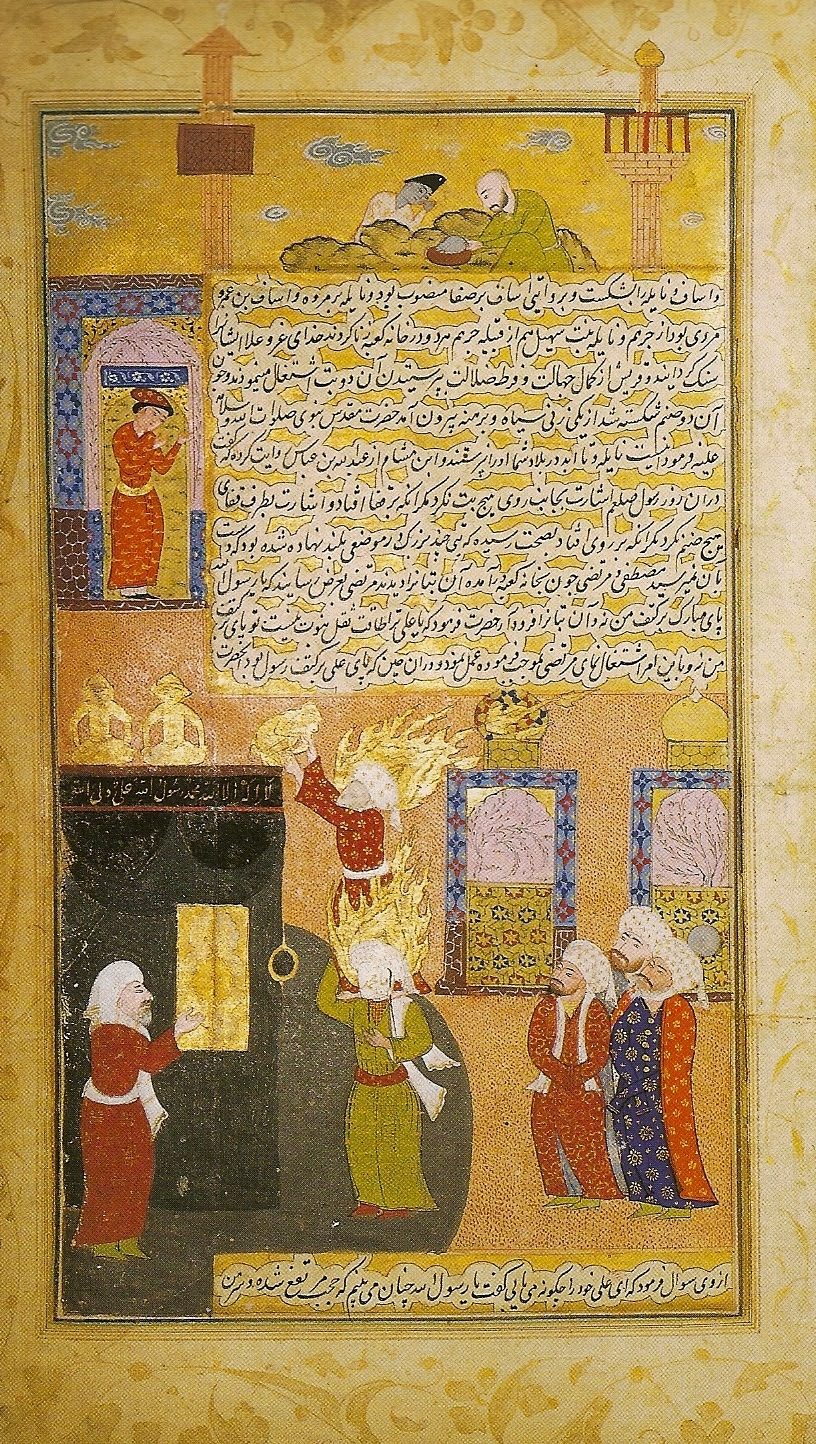
محمد و علی کعبه را از بت‌ها می‌پالایند، برگی از یک نسخهٔ خطی روضةالصفا به سال ۹۹۳ ه‍.ق (۱۵۸۵ م)

روضةالصفا فی سیرة الانبیاء و الملوک و الخلفاء یا اختصاراً روضةالصفا کتاب تاریخ عمومی به زبان فارسی نوشتهٔ محمّد بن خاوند شاه معروف به میرخواند است. میرخواند در این کتاب حوادث تاریخ جهان، از آغاز آفرینش تا روزگار خود یعنی دوران حکومت سلطان حسین بایقرا را آورده‌است. روضةالصفا شامل ۷ قسم است که نویسنده قسمتی را از تاریخ‌های عربی ترجمه و اقتباس کرده‌است و قسمتی را نیز از تاریخ‌های فارسی نقل کرده‌است.
پس از درگذشت میرخواند، نوهٔ دختری او خواندمیر به تکمیل کتاب روضةالصفا پرداخت و حوادث تاریخی را از شرح تاریخ زندگانی سلطان حسین بایقرا تا حوادث تاریخی سال ۹۲۹ قمری به‌صورت تکمله‌ای بدان افزود.
در دورهٔ قاجار، رضاقلی‌خان هدایت طبرستانی تکمله‌ای بر روضةالصفا با عنوان روضةالصفای ناصری نگاشت و حوادث تاریخی را از آغاز حکومت صفویه تا سال ۱۲۷۳ قمری شرح داد.
روضة الصفا بارها در هند و ایران به چاپ رسیده‌است. از چاپهای این اثر در ایران، چاپ سنگی ده جلدی هدایت، و چاپ حروفی سال ۱۳۳۸ خورشیدی با مقدمهٔ عباس پرویز دارای اعتبار است. عباس زریاب خویی نیز متن کوتاه‌شده و پیراسته‌ای از روضةالصفای میرخواند را در دو جلد منتشر کرد.